# Samba-Mania
Samba-Mania (in den USA auch geführt unter dem Serientitel: Musical Parade (1947–1948 season) #1: Samba-Mania) ist ein US-amerikanischer Musical-Kurzfilm aus dem Jahr 1948 von Billy Daniels. Harry Grey als Produzent war mit dem Film für einen Oscar nominiert.

## Handlung
Nachtclubbesitzer Manuel Rodriguez engagiert die Boogie-Woogie-Tänzerin Melissa Brown für eine Rolle in einer südamerikanischen Revue, die von der Hauptakteurin Olivia geleitet wird. Diese ist misstrauisch und will wissen, warum er gerade Melissa ausgewählt hat. Vincent weist ihre verstecken Vorwürfe jedoch zurück und entgegnet ihr, entweder sei sie eifersüchtig oder missgünstig oder beides.

## Produktion, Musik, Veröffentlichung
Es handelt sich um eine Produktion von Paramount Pictures.
Lieder im Film:
- Jack, Jack, Jack, gesungen von Lita Baron (als Isabelita)
- Tacos, Tostados, Tamales, gesungen von Lita Baron (als Isabelita)
- Olivia From Olivera Street, gesungen von Russ Vincent

Der Film wurde in den USA am 27. Februar 1948 uraufgeführt. Am 2. September 1952 erfolgte eine Wiederaufführung.

## Auszeichnung
Harry Grey war auf der Oscarverleihung 1949 mit dem Film für einen Oscar in der Kategorie „Bester Kurzfilm“ (2 Filmrollen) nominiert, musste den Vortritt jedoch Walt Disney und seinem Film Die Robbeninsel (Seal Island) überlassen.